# كونفدرالية غايا
غايا (بالهانغل: 가야 | بالهانجا: 加耶 أو 伽倻) هي كونفدرالية كورية تكونت من العديد من الأنظمة السياسية الحاكمة في منطقة حوض نهر ناكدونغ في جنوبي كوريا، وقد نمت من خلال كونفدرالية بيونهان في فترة سامهان.
الفترة التقليدية التي يرى المؤرخون أن غايا تواجدت فيها هو من سنة 42 إلى سنة 532. وفقاً للأدلة الأثرية من القرنين الثالث والرابع فإن العديد من دول المدن من بيونهان دخلت مع كونفدرالية غايا، والتي احتلتها سلالة شلا لاحقاً، وهي إحدى ممالك كوريا الثلاث. اتسمت الأنظمة السياسية الحاكمة في كونفدرالية غايا بأنها دول مدن صغيرة. بقايا الثقافة المادية لثقافة غايا تضم المدافن ومحتوياتها من المواد الجنائزية والتي استخرجت بواسطة علماء الآثار. يفسر علماء الآثار مقابر الدفن على شكل ربوة (مرتفعة عن الأرض) والتي وجدت في نهايات القرن الثالث وبدايات القرن الرابع مثل دايسونغ دونغ في غمهاي وبوكتشون دونغ في بسان، بأنها أراض للمقابر الملكية للأنظمة الحاكمة في غايا.

## الاسم
استخدمت المصادر التاريخية العديد من أساليب التهجئة بكتابة الهانجا من أجل إيضاح كلمة «غايا» (가야 | 加耶 | 伽耶 | 伽倻)، والسبب في هذا يعود لغياب الدقة في تدوين الكلمة الكورية بالهانجا. هذه المسميات في المصادر التاريخية تشمل «غاراك» (가락 | 駕洛 | 迦落)، وتشمل «غارا» (가라 | 加羅 | 伽羅 | 迦羅 | 柯羅)، وتشمل «غاريانغ» (가량 | 加良)، وتشمل «غُيا» (구야 | 狗耶) وفقاً لكريستوفر آي بيكويث فإن غايا/كايا هو النطق الحديث للكلمات الموجودة السابقة، وأن نطق /كارا/ (أو كالا) معروف. (شاهد لغة غايا)
في اليابانية، يشار لغايا باسم «مِمانا» (任那) وهو اسم يحمل دلالات سياسية. كلمة «كارا» (から、唐、漢、韓)، ويعتقد بأنها مأخوذة من اسم غايا في شبه الجزيرة الكورية، قد حفظت في اللغة اليابانية لتعني «الصين أو كوريا أو أراضي شرق آسيا البرية»، وفي وقت قريب أصبحت تعطي معنى دول ما بعد البحر أو الدول الأجنبية.

## التاريخ
وفقاً للأسطورة المذكورة في كتاب «سامغك يسا» والمكتوبة في القرن الثالث عشر، فإنه في سنة 42 ميلادي، نزلت ست بيضات من السماء مع رسالة بأنه ستفقس عن ست ملوك. فقست البيضات عن ستة صبية، وفي 12 يوماً أصبحوا بالغين. أحدهم، واسمه سُرو أصبح ملكاً على غمغوان غايا، في حين أسس البقية باقي الممالك وهي داي غايا، وسونغسان غايا، وأرا غايا، وغوريونغ غايا، وسو غايا.
أنظمة غايا السياسية نتجت من البنية السياسية المشيخية للقبائل الإثني عشر في كونفدرالية بيونهان القديمة، إحدى كونفدراليات سامهان الثلاثة. المشيخات المنظمة تحولت إلى ست مجموعات في غايا، وتموضعت غمغوان غايا في المنتصف. في ظل المصادر الأثرية الأصلية والمصادر المكتوبة المحدودة، عرف بعض العلماء من أمثال شِن أن فترة الانتقال من كونفدرالية بيونهان إلى دول غايا وزيادة النشاط العسكري والتغير في الممارسات الجنائزية كان في القرن الثالث الميلادي. شن يجادل أيضاً أن بعض هذه التبديلات في الطبقة السابقة في بعض الإمارات (مثل داي غايا) حصلت باستبدالها بعناصر من مملكة بيو، والتي أحدثت فكراً عسكرياً وأسلوباً جديداً في الحكم.
تفككت كونفدرالية غايا بين سنتي 391 و 412 نتيجة ضغط من غوغوريو، ولكن النظام السياسي ظل مستقراً حتى سنة 562، حين احتلتها شلا كعقوبة لها لمساعدة بايكتشي في حربها ضد شلا (شاهد داي غايا).

## الاقتصاد
تركزت الأنظمة السياسية الحاكمة حول سهول الطمي في وديان نهر ناكدونغ وحول مصبه. منطقة مصب نهر ناكدونغ على وجه التحديد لها سهول ممتدة ووصول دائم للبحر بالإضافة لأن المنطقة غنية برواسب الحديد. اقتصاد أنظمة غايا السياسية يعتمد على الزراعة، وصيد السمك، والصب، والتجارة للمسافات البعيدة. كما اشتهرت غايا بالأعمال الحديدية مثلها مثل سابقتها بيونهان. صدرت غايا كميات كبيرة من خام الحديد والدروع وغيرها من الأسلحة إلى بايكتشي ومملكة وا في فترة ياماتو اليابان. وعلى المقابل من علاقات بيونهان التجارية وغير السياسية الكبيرة، فإن غايا حاولت الحفاظ على العلاقات السياسية قوية مع غيرها من الممالك.

## الأنظمة الحاكمة
العديد من السجلات التاريخية القديمة سجلت عدداً من أنظمة غايا السياسية. على سبيل المثال، فإن غوريو سارياك (고려 사략 | 高丽 史略) سجلت خمس أنظمة هي: غمغوان غايا، وغوريونغ غايا، وبيهوا غايا، وآرا غايا، وسونغسان غايا.
أنظمة غايا السياسية شكلت تحالفاً في القرن الثاني والثالث والتي تركزت حول أراضي غمغوان غايا في منطقة غمهاي. بعد فترة من التراجع، أعيد إحياء التحالف في القرنين الخامس والسادس والذي تركز هذه المرة حول داي غايا في غوريونغ. وعلى العموم فإن غايا لم تستطع حماية نفسها ضد الغارات والهجمات التي نفذتها مملكة شلا المجاورة.

## جدال ميمانا
كانت العلاقات السياسية والتجارية مع اليابان مصدراً للجدال القومي بينها وبين كوريا. الدعاة اليابانيون خلال القرن العشرين نظروا إلى كتاب نيهون شوكي الذي يدعي أن غايا (تسمى «ميمانا» و«كارا» باليابانية) ما هي إلا موقع عسكري تابع لليابان خلال فترة ياماتو (300 - 710). مع عدم وجود دليل يدعم هذا الادعاء المرفوض على نطاق واسع، إلا أن هذا الادعاء استخدم من الإمبرياليين اليابانيين والقوميين والصحافة لتبرير غزو اليابان لكوريا بين سنتي 1910 و 1945.
الأدلة الأثرية تقترح أن أنظمة غايا السياسية الحاكمة كانت هي المصدِّر الرئيسي للتقنية والثقافة إلى كيوشو في ذلك الوقت. هذه النظرية مرفوضة على نطاق واسع حتى في اليابان وذلك بسبب عدم وجود سلالة يابانية حاكمة لها القوة العسكرية الكافية للسيطرة على غايا أو أي جزء من كوريا في ذلك الوقت. تقنيات غايا في نفس الوقت كانت متقدمة عن السلالات اليابانية في ذلك الوقت.

## معرض الصور

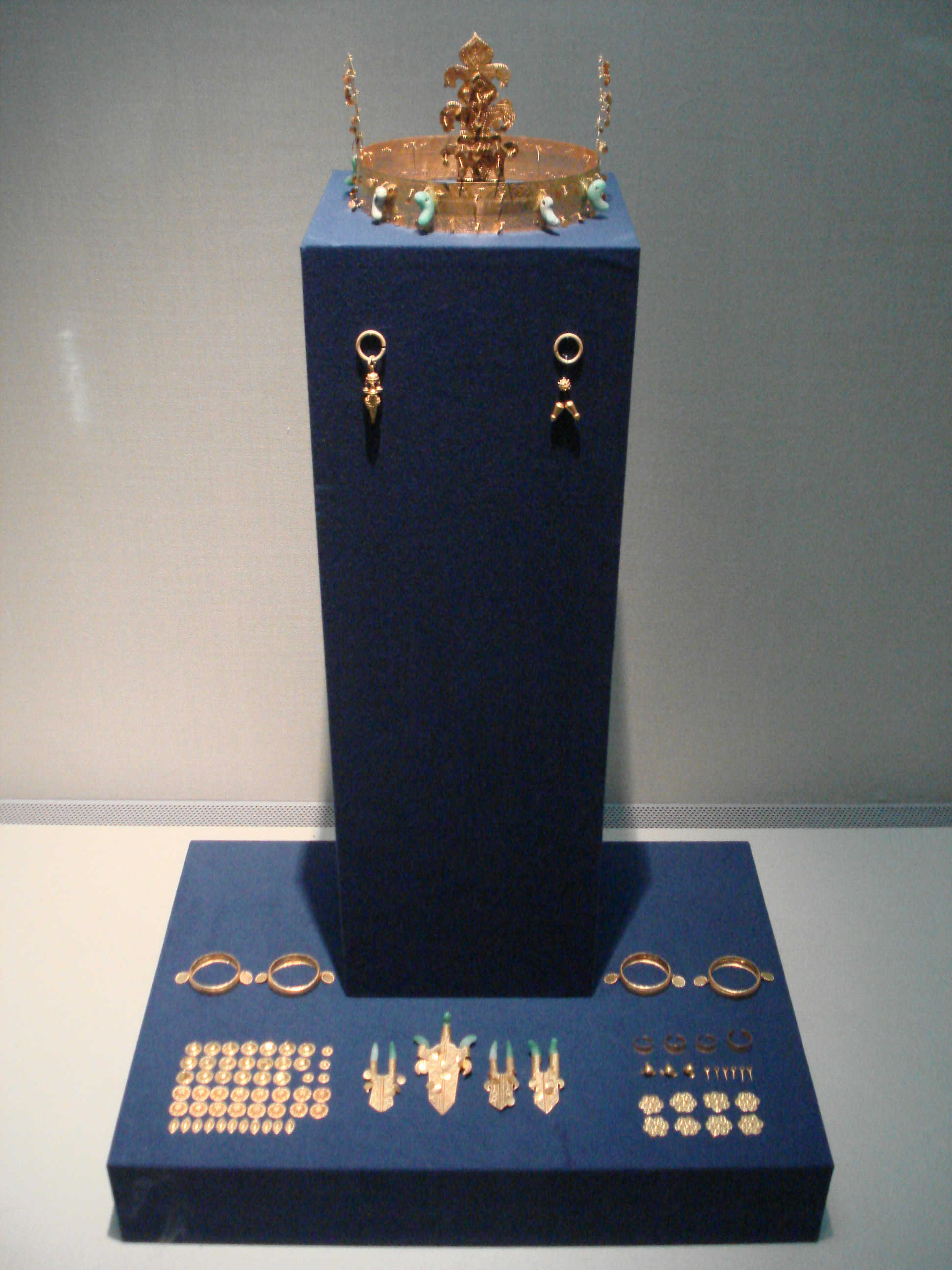
تاج من الذهب مع إكسسوارات.
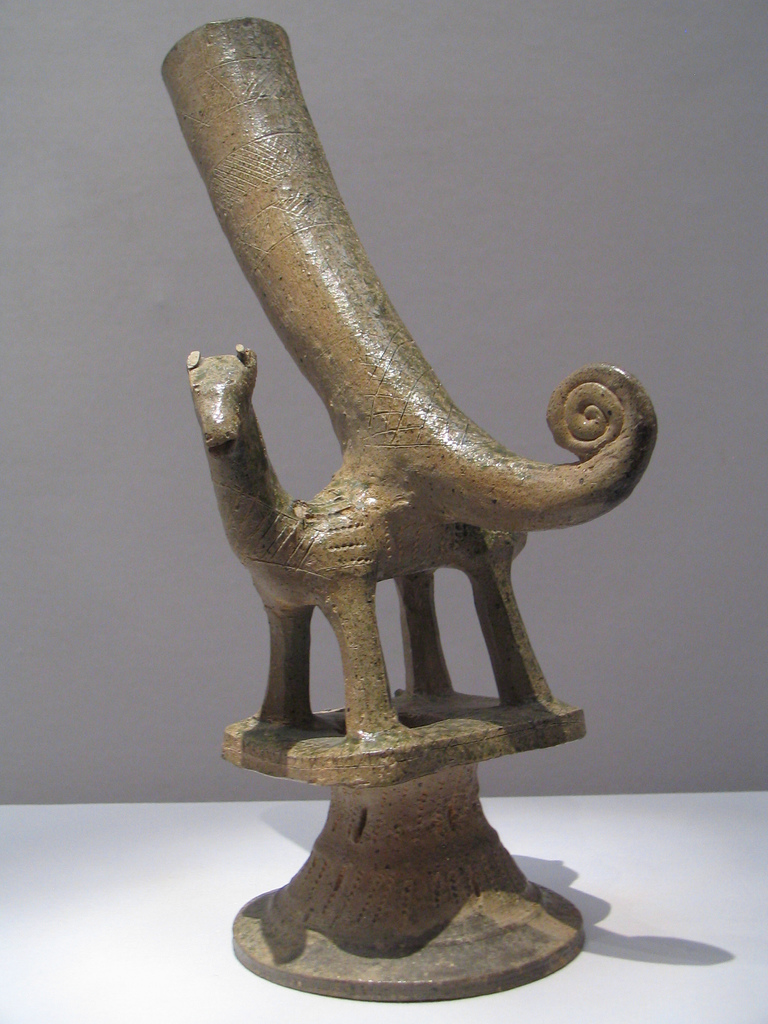
كوب على شكل قرن، يوضح الاتصال بين الثقافة الفارسية مع كوريا عبر طريق الحرير.
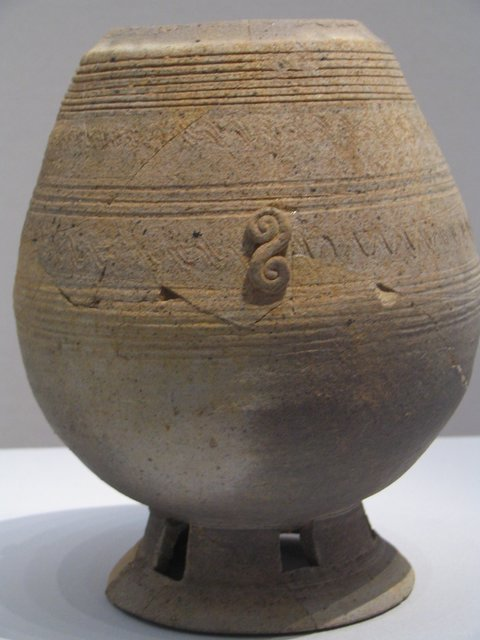
فخار من غايا في المتحف الوطني الكوري.
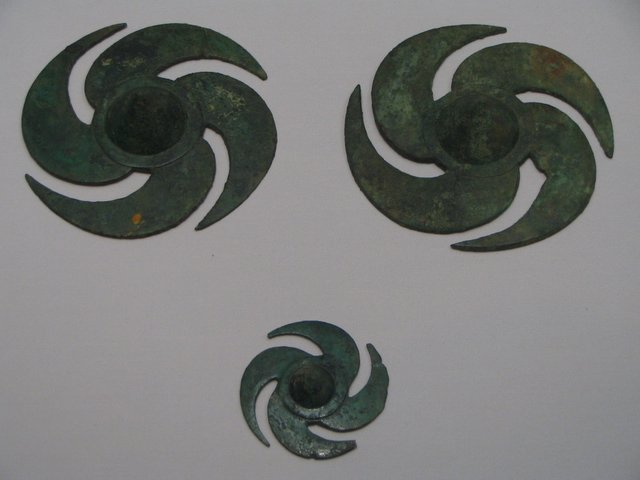
زخارف دروع مستخرجة من موقع مقبرة في دايسونغدونغ في غمهاي.
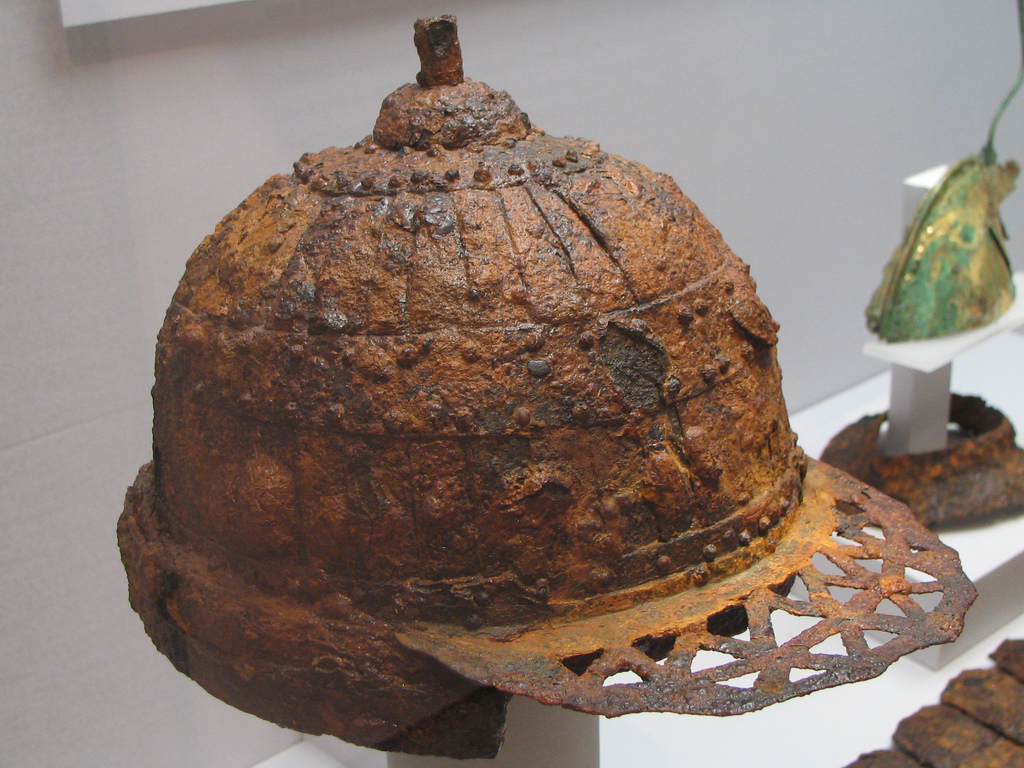
خوذة حديدية توضح مهارة أعمال الحديد وأهميته في وادي نهر ناكدونغ.
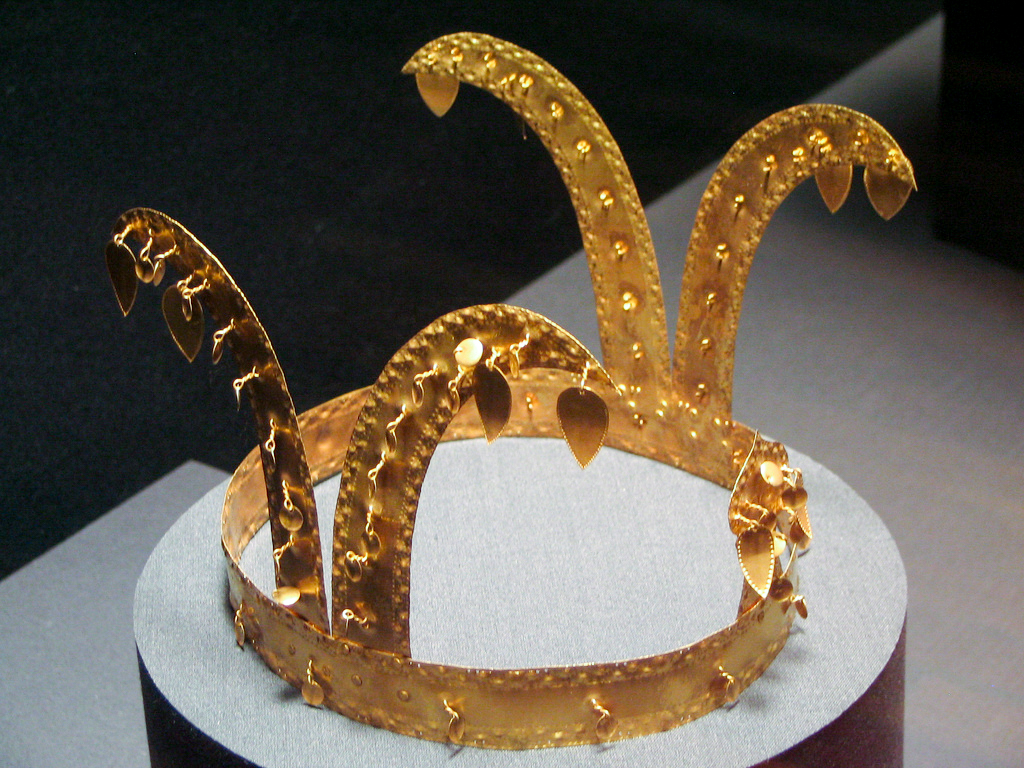
تاج غايا.
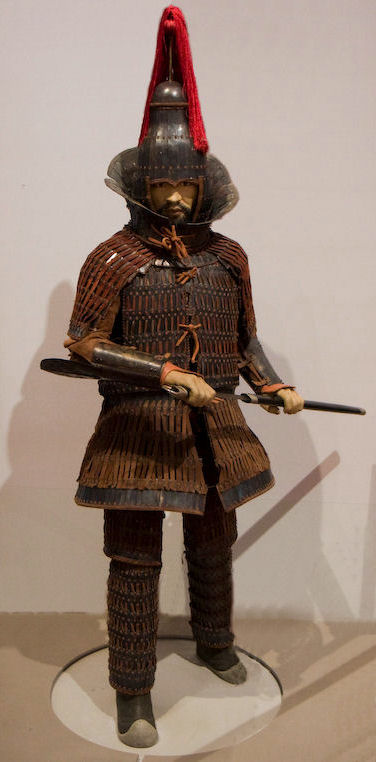
جندي من غايا.

## وصلات خارجية
- المتحف يسلط الضوء على كونفدرالية غايا القديمة (بالإنجليزية).